# Agabus velox
Agabus velox är en skalbaggsart som beskrevs av John Henry Leech 1939. Agabus velox ingår i släktet Agabus och familjen dykare. Inga underarter finns listade i Catalogue of Life.